# Ana Antonijević
Ana Antonijević est une joueuse serbe de volley-ball née le 26 août 1987 à Užice. Elle mesure 1,85 m et joue au poste de passeuse. Elle totalise 156 sélections en équipe de Serbie.

## Clubs
| Club                | De        | À         |
| ------------------- | --------- | --------- |
| Jedinstvo Uzice     | 2001-2002 | 2006-2007 |
| VBC Voléro Zurich   | 2007-2008 | 2007-2008 |
| Postar 064 Belgrade | 2008-2009 | 2008-2009 |
| RC Cannes           | 2009-2010 | 2013-2014 |
| VBC Voléro Zurich   | 2014-2015 | 2015-2016 |
| CS Volei Alba-Blaj  | 2016-2017 | 2016-2017 |
| VBC Voléro Zurich   | 2017-2018 | 2017-2018 |
| Fenerbahçe İstanbul | 2018-2019 | 2018-2019 |
| VBC Casalmaggiore   | 2019-2020 | 2019-2020 |
| CS Volei Alba-Blaj  | 2020-2021 | …         |

## Palmarès

### Équipe nationale
- Championnat d'Europe
  - Vainqueur : 2011.
- Ligue européenne
  - Vainqueur : 2011.
- Championnat du monde des moins de 20 ans
  - Finaliste : 2005.
- Championnat d'Europe des moins de 20 ans
  - Finaliste : 2004.

### Clubs
- Championnat de Serbie (1)
  - Vainqueur : 2009
- Coupe de Serbie et Monténégro (1)
  - Vainqueur : 2003
- Coupe de Serbie (1)
  - Vainqueur : 2009
- Championnat de Suisse
  - Vainqueur : 2008, 2015, 2016, 2018.
- Coupe de Suisse
  - Vainqueur : 2008, 2016, 2018.
- Championnat de France (5)
  - Vainqueur : 2010, 2011, 2012, 2013, 2014
- Coupe de France (5)
  - Vainqueur : 2010, 2011, 2012, 2013, 2014
- Supercoupe de Roumanie
  - Finaliste: 2016.
- Championnat de Roumanie
  - Vainqueur : 2017.
- Coupe de Roumanie
  - Vainqueur : 2017.
- Coupe de Turquie
  - Finaliste : 2019.